# Respira
Respira es una película de suspenso de Argentina que trata una problemática eco ambiental. Filmada en colores y dirigida por Gabriel Grieco sobre su propio guion, se estrenó el 27 de febrero de 2020 y tuvo como actores principales a Sofía Gala Castiglione, Lautaro Delgado Tymruk, Leticia Brédice y Gerardo Romano.
Es el tercer film del realizador, después de Naturaleza Muerta (2015) e Hipersomnia (2017), y cabe destacar que antes de su debut comercial tuvo su Premiere Mundial en BIFAN (Bucheon International Fantastic Film Festival) de Corea del Sur, uno de los festivales más importantes de cine de género a nivel mundial. Fue elegido para la sección World Fantastic Red, junto a películas de directores de la talla de Jim Jarmusch, Joe Dante y Hideo Nakata, entre otros. Y obtuvo el premio a Mejor Fotografía en la edición 2019 del BARS (Buenos Aires Rojo Sangre). 
Según palabras del director, la historia podría ubicarse dentro del subgénero thriller ecológico : "La idea surgió mientras observaba los problemas actuales en los campos fumigados. El protagonista es un trabajador, que comienza a descubrir problemas en la salud de la gente en un pequeño pueblo ficticio llamado “El Remanso”. Problemas vinculados a la falta de control y corrupción. Junto a su familia quedarán atrapados, luchando por sobrevivir, en medio de una guerra entre dos bandos que pelean por sus propios intereses. El film tiene algo de policial, de western de aventuras, mezclado con una temática muy necesaria y actual."

## Sinopsis
Un aviador comienza a trabajar como piloto fumigador por lo que va a vivir al campo con su familia y descubre un secreto relacionado con los agroquímicos que lo pone en una situación de peligro. 

## Reparto
Colaboraron en el filme los siguientes intérpretes:
- Sofía Gala Castiglione
- Lautaro Delgado Tymruk	...	Leonardo
- Leticia Brédice
- Gerardo Romano
- Nicolás Pauls
- Daniel Valenzuela
- Joaquín Rapalini
- Walter Jakob
- Ezequiel de Almeida
- Chucho Fernández
- Paula Brasca
- Luz Cipriota

## Críticas
Fernando Álvarez en Clarín escribió:

”...historia de suspenso, acción y toques de terror...ofrece un clima enrarecido al disparar su denuncia ante la falta de control por los efectos de la fumigación y la corrupción reinante, y funciona como un bienvenido pasatiempo...Las mejores escenas tienen lugar en rutas desoladas y en el maizal que crea el escenario adecuado para las fugas y persecuciones...Aunque algunos personajes resultan episódicos, el peso del relato recae en Sofía Gala y Lautaro Delgado, ambos correctos en sus roles. Todo es acompañado por logrados rubros técnicos y una música envolvente de Diego Hensel para este thriller ecológico que posa su mirada sobre una temática actual."

- Adolfo C.Martinez en La Nación opinó:

”BUENA...El director Gabriel Grieco logró componer un interesante film que muestra los peligros que parten del veneno con los que los aviones fumigan los campos".

- Horacio Bernades en Página 12 opinó:

” Sin pretender salirse jamás de los códigos genéricos -se buscan el suspenso, la tensión, la acción y la violencia-, Grieco logra al mismo tiempo “colar” en la ficción una temática tan densa como es la contaminación por agroquímicos. Durante la primera mitad…se las arregla para narrar criteriosamente, evitando forzamientos, excesos y golpes bajos, más allá de alguna torpeza disculpable. No sucede lo mismo durante el desenlace…A esa segunda parte le falta pulso, convicción, desesperación -elementos que la historia pide- como si los tiros y enfrentamientos fueran más una exigencia genérica que una verdadera necesidad dramática.